# Aplocheilichthys johnstoni
Aplocheilichthys johnstoni és una espècie de peix pertanyent a la família dels pecílids.

## Descripció
- Pot arribar a fer 8,5 cm de llargària màxima (normalment, en fa 4,5).[5][6][7]

## Reproducció
Fa la posta adherint els ous a la vegetació.

## Alimentació
Menja petits invertebrats (com ara, larves de mosquits i Daphnia).

## Hàbitat
És un peix d'aigua dolça, bentopelàgic i de clima tropical (18 °C-26 °C; 10°S-28°S).

## Distribució geogràfica
Es troba a Àfrica: Malawi, Tanzània, Zàmbia, Moçambic, Angola, Namíbia, Botswana, Zimbàbue, Sud-àfrica i la República Democràtica del Congo.

## Vida en captivitat
No s'adapta bé a viure dins d'un aquari.

## Estat de conservació
El seu hàbitat està amenaçat per la sedimentació que té lloc en els rius i rierols on viu. A més, és una espècie cotitzada en aquariofília, per la qual cosa podria patir de sobrepesca.

## Observacions
És inofensiu per als humans.